# Jatov
Jatov (em húngaro:  Jattó) é uma aldeia e município do Distrito de Nové Zámky, na região de Nitra, no sudoeste da Eslováquia, estabelecido em 1952.

## Geografia
A aldeia fica a uma altitude de 116 metros. Tem 18,66 km² de área e sua população em 2018 foi estimada em 725 habitantes.

## Demografia
| Ano:        | 1994 | 2004   | 2014   | 2024   |
| ----------- | ---- | ------ | ------ | ------ |
| Broj ljudi: | 772  | 784    | 780    | 713    |
| Razlika:    |      | +1,55% | -0,51% | -8,58% |

| Ano:               | 2023 | 2024   |
| ------------------ | ---- | ------ |
| Número de pessoas: | 711  | 713    |
| Diferença:         |      | +0,28% |

## Instalações
A aldeia possui uma biblioteca pública, um campo de futebol e uma academia.